# Лютішик
Літиш — річка в Україні, у Лугинському районі Житомирської області. Ліва притока Жерева (басейн Прип'яті).

## Опис
Довжина річки приблизно 10,3 км.

## Розташування
Бере початок на південному заході від Липників в урочищі Широкий Літиш. Тече переважно на південний схід і на південному заході від Повчи впадає у річку Жерев, ліву притоку Ужа. В середній течії має притоку (праву) струмок Літишик.